# Еничарски корпус
Еничарският корпус е основен род войска в Османската империя, създадена на базата на отряди от еничари (на османски турски: يڭيچرى, yeni çeri, означаващо „нов войник“).

## Произход на названието
Думата „еничар“ е турска по произход и се извежда от словосъчетанието yeni çeri, което означава „нов войник“, „новобранец“. На български се среща и като „яничер“ (напр. при Симеон Радев).

## Създаване
Основан е през 1365 г. от султан Мурад I. Още след средата на 14 век, при управлението на Мурад I, е въведен данъкът пенджик – всеки пети военнопленник се принуждава да приема исляма и да постъпва в армията. Така се формират първите отряди на османската пехота.
В резултат още при Мурад I значението на еничарите в османската войска бързо нараства. В последната му битка на Косово поле тяхното обичайно място вече е строени пред султана. Нарастват и нуждите от хора за попълване на корпуса.
Това налага създаването на данъка чилик, добил известност още и като кръвен данък, а също и от названието сбор – девширме. Според изискванията на държавата този данък се изразява в периодичното събиране на деца от мъжки пол от подчинените християнски народи през 5 или по-малко години. Тези момчета се подбират сред здравите, интелигентни и красиви деца на възраст 7 – 10 г., но често пъти се събират и деца на 5-6-годишна възраст. От около края на ХV век има и практика да се взимат младежи обучавани в някои професии, най-вече строители и декоратори. Някои от тях дори и на възраст над 20 години. Например великият османски архитект (тур. мимар) Синан е арменски християнин от семейство на строители и каменоделци, взет в корпуса на 21-годишна възраст, а мимар Мехмед, авторът на Синята джамия в Истанбул, който е българин от опарските дюлгерски села (днес в Корчанско, Албания) - на 23 години. Синан дори създава специален мимарски еничарски корпус.
Първите сведения за събирането на християнски деца се отнасят към времето на султан Мурад I. В житието на св. Филотей се говори за събирането на деца през 1380 г. като за вече установен обичай – на всеки 2, 3 или 10 деца се отвлича по 1 дете.
През 1458 г. францисканският монах Ф. Джорджиус съобщава, че на всеки 5 г. султанът събира младежи до 20-годишна възраст. Утвърждаването на чилика като регулярно периодично вземане на деца може да се отнесе към първата половина на ХV в.
Друго сведение за този данък някои свързват с известие на солунския митрополит Исидор Клабас от 1395 г. за грабеж на момчета по заповед на Баязид I. Сведенията обаче сочат за това време по-скоро наличието на единични акции за набиране на младежи, отколкото редовен данък.
Отвлечените деца се изпращат в турски семейства, където се обучават на подчинение и турски език. След като възмъжеят, те се връщат в Цариград, където е извършван нов подбор. Тези, които се отличават със своята красота и интелигентност, се изпращат в корпуса на ич-огланите – дворцовата гвардия. Именно от техните среди най-често успяват да се издигнат до най-висшите служби на империята. Основната част от останалите са предназначени за корпуса на аджеми-огланите, където се подготвят за служба в подразделенията на османската армия – еничарите, флота и бюлюците. Има и насочени към занаятчийски семейства където усвояват занаяти. Например мимар Мехмед паша, независимо че е взет като обучен строител, е насочен към друг занаят и изучава до съвършенство техниките на мебелните инкрустации, като затова получава прозвището "Седефкар". След това обаче се изявява като мимар и дори е назначен за главен султански архитект. Останалите, негодни за войници, са продавани като роби.
Новосъздадената военна структура получава наименованието еничарски оджак. Думата оджак означава огнище и показва връзката с остатъците от родовия строй в този ранен етап от съществуването на Османската държава.
В началото структурата на еничарите наподобява тази на пехотата яя (пияде) – пехотно военно формирование в Анадола (Османската империя и др.). Групирани са по 100 души в 10 бойни единици, наречени орти, всяка начело с яябашия. Тези първи еничарски орти получават названието джемаат.
Още със създаването на еничарите е въведена отличителната им шапка със спускащо се отзад бяло платно, символизиращо ръкава на вдигнатата за благословия ръка на мюсюлманския светец и духовен покровител на корпуса Хаджъ Бекташ. По време на своите походи на Балканите Сюлейман – синът на султан Орхан, въвежда за еничарските командири юскюфа. Друг съществен атрибут освен шапката с пречупен връх, според някои заимстван от организацията на ахите (религиозно-занаятчийските сдружения) е казанът, но вече символизиращ не братството на членовете, а подчинеността на султана, който изхранва еничарите.
Военните неуспехи на Османската империя и намаляването на притока на пленници рефлектирали и върху способите за набиране на еничари, като все по-голямо значение добива данъкът девширме. В края на ХV в. пенчикът загубва своето значение на данък, служещ за попълване на еничарския корпус с хора, а остава само като облагане с пари на собствениците на роби.

## Структура
През 1451 г. към първото еничарско подразделение, наречено джемаат (сдружение), Мехмед II присъединява второ – споменаваните още по времето на султан Мурад I секбан или още сеймен. Названието означава гледачи на ловни кучета, което показва, че вероятно са свързани с личната владетелска ловна дружина.
Константин Михайлович в своята „Записка за еничарина“ дава следното описание на структурата на еничарския корпус:
А при двора еничарите са обикновено около 4000 и при тях е въведен такъв порядък: те имат над себе си хетман, когото наричат ага – велик господин; той получава заплата 10 жълтици на ден, а неговият маршал – по жълтица всеки ден; на стотниците дават на 2 дни по жълтица, а на низшите чинове – на 10 дни по жълтица. Техните синове, когато израснат от детската възраст, също получават служба от султана. Нито 1 придворен, ако в нещо се провини, не наказват с понижаване в службата, а само със смъртно наказание. И все пак те никого не екзекутират открито, но само тайно от другите придворни, за да не би те да се възмутят. Нито 1 еничар, нито 1 десетник не смее да язди на кон, с изключение на самия хетман и неговия маршал. Там при тях е установено следното: съществуват стрелци, които стрелят с лъкове; други от тях са с пушки, някои от тях стрелят с мускети, а други със самострели; и всеки ден те са длъжни да демонстрират стрелбата си пред своите хетмани. И на всеки от тях дават ежегодно по жълтица за лък, а също и за хазук, риза и големи шалвари, по техния обичай, направени от 3 лакти платно, а ризата – от 8.
Своя завършен вид еничарският корпус добива при управлението на султан Сюлейман I Кануни (1520 – 1566), който утвърждава структурата му със закон. Тази организация се съхранява без особени изменения до края на съществуването на корпуса.
Общият брой на ортите достига до 196, от които първите 101 са на подразделението джемаат, вторите 34 – на секбан, а 61 са бюлюк. Към корпуса е зачислен и оджакът на аджеми-огланите, който не е бойна единица, а школа за обучение на бъдещи еничари и дворцови гвардейци. В края на ХVI в. 1 от ортите на джаамат е специализирана за дервишите-бекташи, с цел по-пълната им интеграция в корпуса като негови духовни наставници.
Общото командване на еничарския корпус се състои от 16 офицери, които сформират т.нар. еничарски диван. Начело на корпуса стои агата на еничарите. Той има ранг на везир или паша с 3 туга и от ХV в. до ликвидацията на еничарите е член на султанския диван.
Следващият по степен е командирът на подразделението секбан, наричан секбан-башъ. По време на война той остава в столицата и поема функцията на комендант на града, изпълнявана в мирно време от агата на еничарите.
Други 2 важни фигури в корпуса са кул-кетхуда и кетхуда-йери. За кул-кетхуда обикновено е назначаван командирът на подразделението бюлюк. Той ръководи стопанските въпроси на корпуса, изработва стратегията за действие и определя реда за дежурствата на ортите в провинцията. Назначава всички офицери с по-ниска степен от командир на орта. Теоретично може да бъде уволнен само от султана след одобрението на всички еничари, което на практика не се спазва. Кетхуда-йери е длъжност, близка до адютант – той предава заповедите на агата на еничарите до командирите на орти, а при особени ситуации има правото и да го замества.
Останалите 12 члена на еничарския диван са командирите на определени орти.
Командването на 3-те основни поделения на корпуса – джемаат, секбан и бюлюк, включва всички командири на орти в подразделението, а за командири на подразделенията се назначават чорбаджиите на определени орти.
Основната бойна единица в еничарския корпус е ортата. Всяка орта разполагала с отделна казарма, а по време на поход войниците ѝ живеят в обща палатка, наричана ода. Членовете на ортата се наричат йолдаши, т.е. спътници или другари, което подчертава тясната връзка между тях. Всяка орта има своя емблема (оръжие, оръдие на труда, животно или плод), която се изобразява на знамето ѝ. Във всяка орта войниците се подразделяли на 3 основни категории: редовни бойци (ешкинджии), ветерани и пенсионери. Първите изпълняват основните мирновременни и военни дейности на еничарите. Вторите са оцелелите от походи и сражения еничари с дългогодишен стаж, които са зачислявани в специалния корпус на коруджиите. Пенсионерите са малка група инвалиди и старци, обикновено негодни, за да се сражават, но служещи за пример и насърчение на останалите войници. Смесеният състав има за цел да осигури приемственост между различните генерации.
В ръководството на ортата има 6 основни фигури. Командирът на ортата е наричан чорбаджия, при подразделението джемаат – яябашия, а при бюлюците – бюлюкбашия. Названието е свързано с кухнята и показва, че на този офицер султанът е поверил задължението да прехранва и контролира еничарите. Вторият по степен командир на ортата е одабашията, който отговаря за реда и дисциплината, както на цялата единица, така и на всеки неин член. С финансите и запасите на частта се занимава т.нар. векили-харч. Следващият по степен е байрактарят, след него е най-старият еничар в ортата, наричан башески и в края на командирската йерархия стои готвачът, наричан уста или устаахчи. Всяка орта има имам и мютевелия, натоварени с култови задачи, а също с вакъфирането на еничарските имоти и вещи.

## Въоръжение
Първоначално еничарите са прочути с умелото си боравене с лъкове, но след 1440 г. започва превъоръжаване на корпуса с модерно огнестрелно оръжие. При битката за Виена през 1529 г. инженерните части умело се справят с бомбардирането и строенето на фортификационни съоръжения. Основното въоръжение на еничарите включва саби, ножове и брадви. Турският ятаган става символ на корпуса. През 16 век войниците са превъоръжени с мускети. В бой са използвани още ранни форми на ръчните гранати и артилерийски оръдия. Кремъчните пистолети стават задължителна част от екипировката сравнително късно – по време на войната за остров Крит между Османската империя и Венеция през 1645 – 1669 г.

## Упадък
Упадъкът на Османската империя през ХVII в. рефлектира и върху еничарския корпус, който започва да деградира. Първоначално промените в империята засягат турските феодали-тимариоти. Лишени от своите владения, те масово започват да избягват военните си задължения.
Това налага да бъдат заместени от еничари. Така само за периода 1584 – 1609 г. броят на спахиите намалява от 200 000 на 69 800 души, като това е компенсирано с увеличаване на броя на еничарския корпус от 12 000 през 1566 г. до 27 000 души през 1575 г.; през 1592 г. броят им е 48 688 души, след кратка стабилизация в началото на ХVII в. на броя им между 37 000 и 45 000 войника, продължава да расте. През 1698 г. техният брой е 70 000, през 1728 г. – 81 000, а в началото на ХIХ в. преди ликвидирането на корпуса в него се числят 140 000 души.
Упадъкът на империята и стремителното нарастване на числеността на корпуса рефлектират върху качествата на войниците от състава му. Първоначално еничарите нямат право да се женят, както и нямат право на собствено имущество, а се осланят само на даваните им от султана възнаграждения. Имуществото им се наследява от султана. Впоследствие това се променя. Еничарите започват да упражняват усвоения при обучението им занаят, а също и да встъпват в брак. Султан Сюлейман I (1520 – 1566) им разрешава да се женят, а през 1593 г. султан Мурад III (1574 – 1595) издава ферман, с който регламентира това. Разрешено им е да напуснат казармите, за да живеят със семействата си. Разрешава им се и да напускат столицата.
Османската власт допуска и формирането на групата на кулуглу – синовете на загинали еничари да бъдат записвани в корпуса като негови възпитаници. През 1609 г. техният брой надхвърля 1600 души. Не след дълго в еничарския корпус са допуснати и синовете на живи бащи, а през 1655 г. великият везир Мехмед Кюпрюлю обещава корпусът да се формира единствено от еничарски синове. Привилегиите, от които се ползват еничарите, и отпадането на някои от ограниченията за тях правят корпуса изключително привлекателен. По времето на Мурад III (1574 – 1595) към корпуса са зачислени и пожарникарите от Цариград за заслугата им при потушаване на размириците в града. След този случай като награда към еничарите започват да причисляват хора без военен опит като пехливани, танцьори и акробати. Това постепенно превръща елитната пехотна войска в сбирщина. Тези промени рефлектират върху кръвния данък, чието събиране замира към 1705 – 1711 г.
Опитите на султаните да възстановят порядъка в еничарския корпус завършват с провал. Султан Осман II (1618 – 1622) прави опит да въведе арабската конница, за да отслаби влиянието на еничарите, но е убит от тях след публично поругание по улиците на столицата. Султан Ахмед III (1703 – 1730) поставя началото на реформаторско течение, наречено Леледеври, като се предвижда реформиране на армията. Но и този султан е свален през 1730 г. от въстанието на Патрона Халил. През 1740 г. султан Махмуд I (1730 – 1754) разрешава свободната търговия с еничарски длъжности. Появява се и категорията на извънредните еничари – привилегирована група, която чака да се освободи платено място в корпуса.

## Ликвидиране
Краят на еничарския корпус настъпва при управлението на султан Махмуд II (1808 – 1839). Провалът на турската армия в бойните действия срещу гръцките въстаници е ясен белег, че империята се нуждае от реформи. Опасявайки се, че промените могат да засегнат привилегирования им статут, еничарите решително се противопоставят на всякакви нововъведения. Благодарение на голямото влияние на корпуса еничарите възпрепятстват дори въвеждането в армията на модерно въоръжение. Притиснат от необходимостта от реформи, султанът е принуден да вземе крайни мерки. Махмуд II постепенно подменя командния състав на корпуса. След това струпва в съседните на столицата вилаети значителни войски, командвани от враждебно настроени към еничарите паши.
На 29 май 1826 г. е свикан съвет от държавници и висши духовници, които стигат до заключението, че трябва да се създаде редовна армия. На 15 юни 1826 г. еничарите се разбунтуват и заплашват да убият около стотина участници в съвещанието и дори самия султан, ако откаже да премахне новосъздадената войска. Верните на султана части обаче отблъскват бунтовниците към казармите и ги подлагат на артилерийски обстрел. Еничарите се принудени да изпратят делегация при султана, която да моли за милост, но пратениците им са екзекутирани. Столичният мюфтия дори проклина еничарите. Към 21 ч. казармите са разрушени от артилерията, а заловените еничари – осъдени на смърт и удушени.
На 16 юни същата година е издаден султански ферман за унищожаването на еничарския корпус и разпускането на еничарските части по места. Стига се дотам, че се забранява да се произнася думата „еничарин“, а орденът на дервишите-бекташи е разпуснат.